# Kravaře (zámek)
Zámek Kravaře se nachází na jihovýchodním okraji města Kravaře a navazuje na něj rozlehlý park, jehož větší část dnes slouží jako golfové hřiště. Zámek je hodnotnou památkou barokní architektury ve Slezsku, dnes je majetkem města a sídlem Zámeckého muzea.

## Dějiny zámku
Kravaře jsou poprvé zmiňovány v roce 1224, později se staly centrem menšího panství, dnes ale není známo, kde stála původní tvrz pánů z Kravař. Pozdější tvrz připomínaná v roce 1553 stála již na místě dnešního zámku, součástí panského sídla byl pivovar, sladovna a hospodářský dvůr. Od roku 1636 byly Kravaře majetkem Eichendorffů, kteří zde krátce po třicetileté válce nechali postavit raně barokní zámek. Stoupající prestiž rodu pak svobodného pána Jana Rudolfa z Eichendorffu vedla k radikální přestavbě zámku na honosné barokní sídlo (1721–⁠⁠⁠⁠⁠⁠1728).
Během 18. století se Eichendorffové zadlužili a v roce 1782 museli Kravaře prodat. Noví majitelé hrabata Schaffgotschové (1782–⁠⁠⁠⁠⁠⁠1815) zde trvale sídlili, ale k dalším změnám v architektuře zámku došlo až za hraběte Gabriela Rudzinského (1815–⁠⁠⁠⁠⁠⁠1844) a jeho sestry Eufemie, provdané hraběnky Renardové (1844–⁠⁠⁠⁠⁠⁠1853). Posledním soukromým majitelem byl kravařský rodák, právník a poslanec Národního shromáždění Felix Luschka (1885–⁠⁠⁠⁠⁠⁠1968), který zámek vlastnil v letech 1911–⁠⁠⁠⁠⁠⁠1914. V roce 1918 zámek převzala Centrální hospodářská společnost pro Moravu a Slezsko, od roku 1921 jej spravoval československý stát, který zde nechal zřídit hospodářskou školu. V roce 1937 zámek téměř úplně vyhořel, v původní podobě se dochovala jen kaple v jižním průčelí, znovu byl poškozen bombardováním na jaře 1945, kdy v regionu probíhala Ostravská operace.

## Architektura

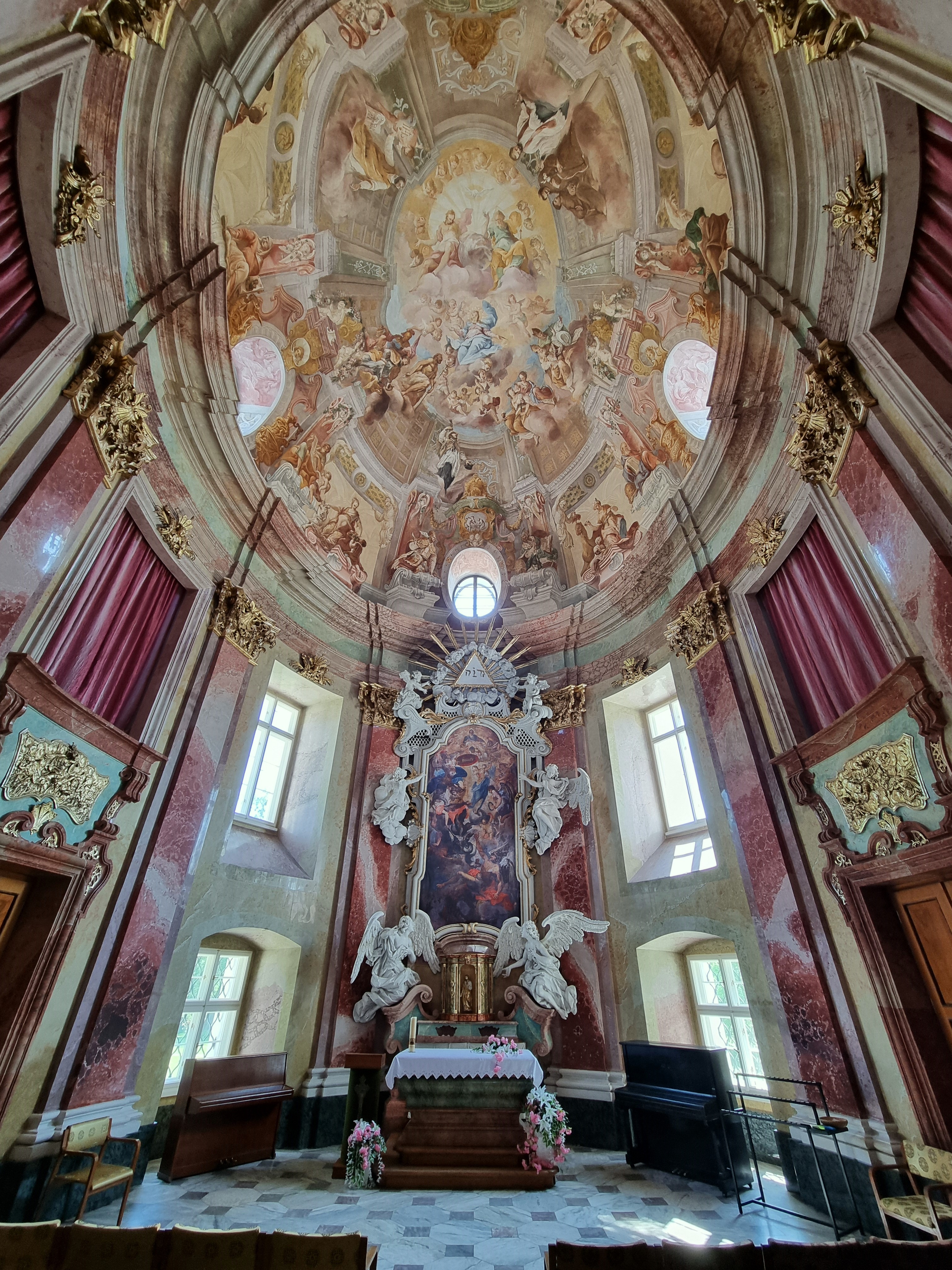
Interiér zámecké kaple

Současná podoba zámku vychází z radikální přestavby v letech 1721–⁠⁠⁠⁠⁠⁠1728, celková dispozice čtyřkřídlé budovy s uzavřeným nádvořím ale napovídá, že projekt vycházel ze staršího raně barokního zámku z poloviny 17. století. Vrcholně barokní přestavba se odrazila především vznikem kaple Archanděla Michaela v jižním průčelí, vstupním rizalitem v severním průčelí a bohatým zdobením fasád. Otázka autorství projektu nebyla dodnes vyřešena, architektura vykazuje prvky tvorby Johanna L. von Hildebrandta, autorem projektu ale pravděpodobně nebyl on sám, spíše někdo z jeho okruhu. Přestavbu realizoval opavský zednický mistr Georg Gabriel Gans. Sochařskou výzdobu zámku a kaple obstaral sochař Jan J. Lehner. Klenbu zámecké kaple vymaloval do roku 1731 František Ř. I. Eckstein, obraz Archanděla Michaela porážející ďábelské síly namaloval Josef Stern.
V době Eichendorffů byly součástí zámeckého areálu ještě hospodářské budovy, ty byly ale zbořeny kolem roku 1760. Další exteriérové úpravy a výzdoby interiérů proběhly až v polovině 19. století za hraběnky Eufemie Renardové. V 1. patře se dochovala mozaiková dlažba s jejím erbem, což je také jeden z mála dochovaných interiérových prvků po požáru v roce 1937. Po ničivém požáru byl zámek jen provizorně zastřešen, k jeho dlouholeté opravě došlo až po druhé světové válce (1955–⁠⁠⁠⁠⁠⁠1970).

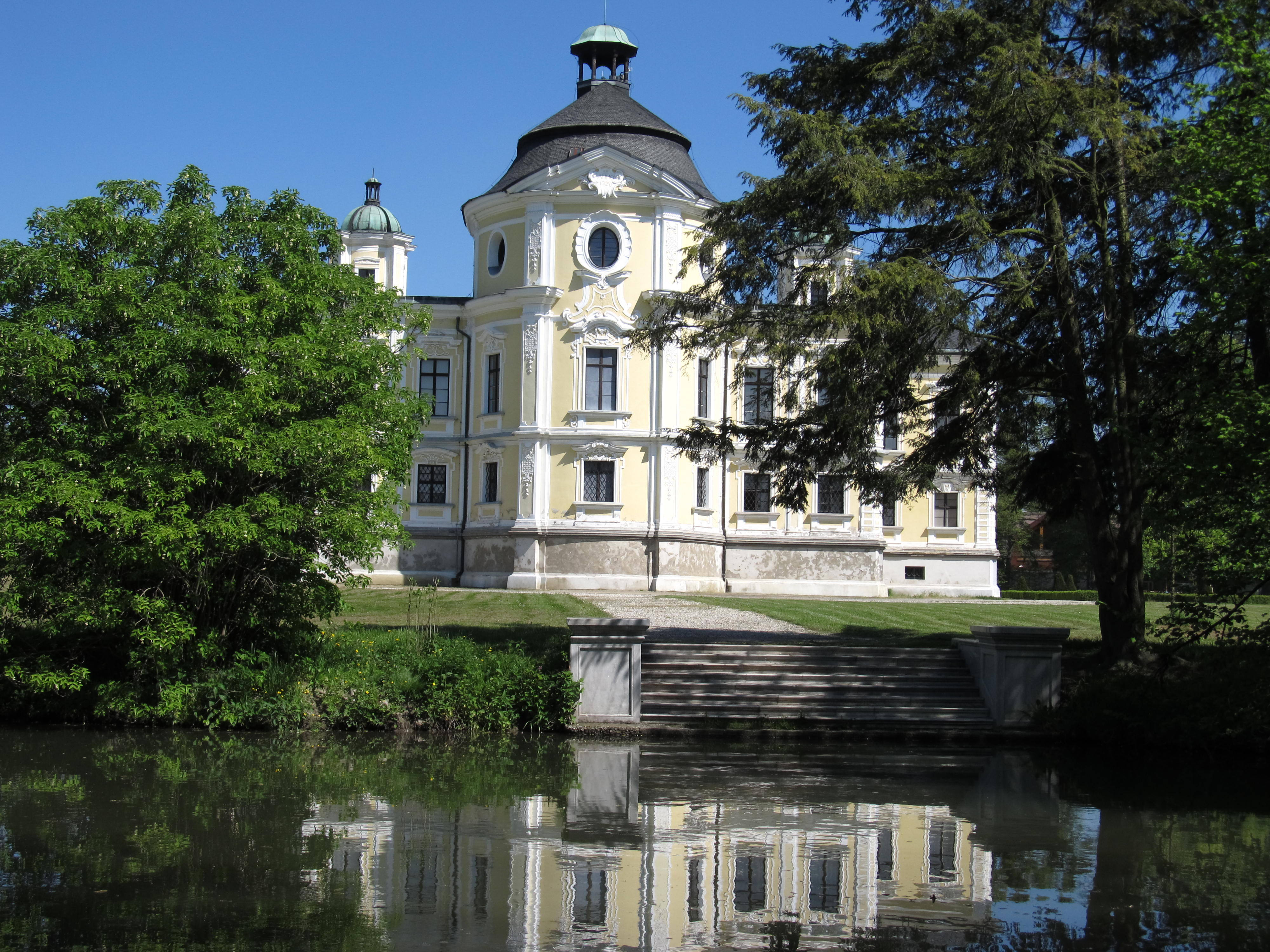
Jižní průčelí zámku s kaplí

## Zámecký park
Současně s přestavbou zámku vznikla v jeho bezprostředním okolí pravidelná zahrada francouzského typu, pozůstatkem této původní koncepce zůstala dodnes alej vedoucí od města k severnímu průčelí zámku. Na východ od zámku byl na přelomu 18. a 19. století postupně zřizován přírodně krajinářský park doplněný několika rybníky. Rozloha parku se v průběhu doby měnila, dnes se rozkládá na ploše 19 hektarů. Větší část parku slouží od roku 1998 jako golfové hřiště. Na jihu a jihozápadě je park ohraničen tokem řeky Opavy, na východě přechází do volné krajiny směrem k Velkým Hošticím.

## Současnost
Po dokončení rekonstrukce v roce 1970 se zámek stal majetkem Muzea revolučních bojů a osvobození v Ostravě a byla zde umístěna expozice Ostravská operace. V roce 1990 přešel zámek do majetku města, které zde provozuje regionální muzeum se stálou expozicí. Slavnostní sál slouží k různým kulturním akcím i ke svatebním obřadům, svatební obřady se konají také v zámeckém parku. Na nádvoří zámku se nachází busta německého spisovatele Josefa von Eichendorff (1788-1857), který se však narodil v době, kdy již Kravaře Eichendorffům nepatřily.